# قانون مالوس

زاوية الانحناء في قانون مالوس

قانون مالوس (نسبة لِ اتينه لويس مالوس: Étienne Louis Malus)، هو قانون يصف علاقة رياضية تربط بين شدة الموجة المستقطبة خطيا الرئيسية I0   بعد عبور مرشح استقطابي وبين الزاوية {\displaystyle \theta _{i}}، التي ينحني بها المرشح الاستقطابي:
{\displaystyle I=I_{0}\cos ^{2}\left(\theta _{i}\right)}
الشعاع (الأمواج الضوئية) النافذ عبر المرشح يكون من جهة واحدة (مستقطب) ، بمعنى من اتجاه إشعاع واحد، باقي الأمواج التي لا يُوافق انتشارها بنية المشرح، يتم امتصاصها بعلاقة طردية لمربع جتا الزاوية  {\displaystyle \theta _{i}} في حالة المرشح الاستقطابي أو يتم انعكاسها في حالة استخدام مرشح عاكس للأشعة.